# Lago Escondido (localité)
Pour les articles homonymes, voir Lago Escondido.
Lago Escondido est une localité argentine située dans la province de Terre de Feu et dans le département de Tolhuin. La localité, qui recense 129 habitants (Indec, 2010), vit principalement de l'exploitation du bois et du tourisme.
Elle est située à 57 km au nord d'Ushuaïa, dans une zone boisée où il y a une importante production de bois et on y accède par une route de gravier près du col Garibaldi. Il y a une importante scierie qui fournit du travail aux personnes qui viennent du Chili ou de la province de Misiones pour leur expérience dans le domaine du bois. Elle possède également une école primaire.

## Toponymie
Elle est située près d'un lac du même nom. Lago Escondido est entourée de forêts et se trouve dans la zone montagneuse du département d'Ushuaïa. La couleur des eaux du lac change en fonction de la lumière du soleil, et il y a une auberge sur l'une de ses marges.

## Géographie

### Sismicité
La région répond à la faille Fagnano-Magallanes, un système de faille sismogénique régional, d'orientation est-ouest, qui coïncide avec la limite de transformation entre les plaques sud-américaine (nord) et Scotia (sud), avec une sismicité moyenne ; et sa dernière expression a eu lieu le 17 décembre 1949, à 22 h 30 UTC-3, avec une magnitude d'environ 7,8 sur l'échelle de Richter.
La protection civile municipale doit organiser un exercice de tremblement de terre et avertir de la nécessité d'écouter et d'obéir.

### Démographie
- Population en 1991 : 46 habitants (Indec).
- Population en 2001 : 71 habitants (Indec), dont 33,8 % de femmes et  66,2 % d'hommes.
- Population en 2010 : 129 habitants (Indec), avec une augmentation de 6,91 % par an[4].